# Pachygone tomentella
Pachygone tomentella är en tvåhjärtbladig växtart som beskrevs av Friedrich Ludwig Diels. Pachygone tomentella ingår i släktet Pachygone och familjen Menispermaceae. Inga underarter finns listade i Catalogue of Life.